# 渥列治

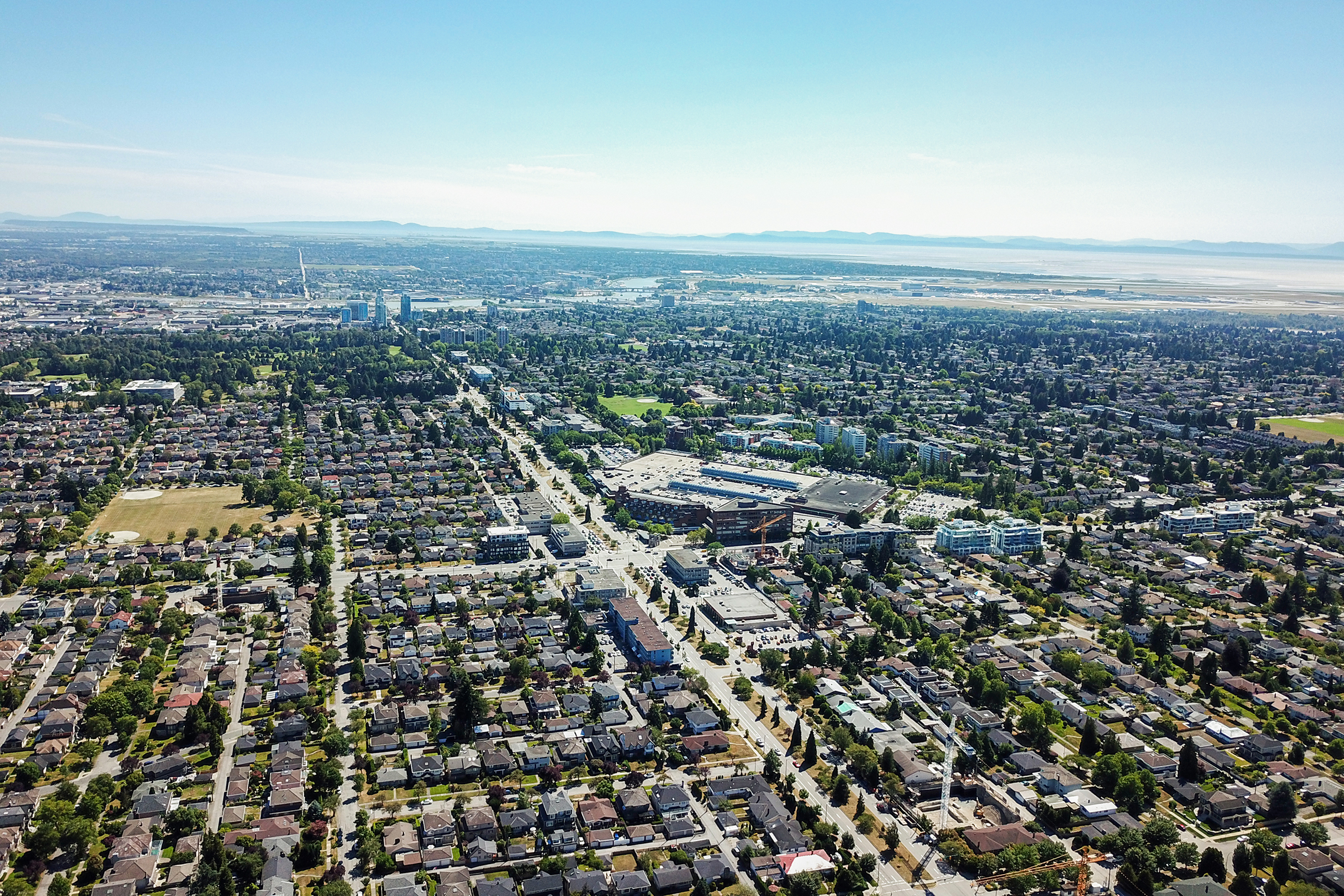
渥列治（2018年）

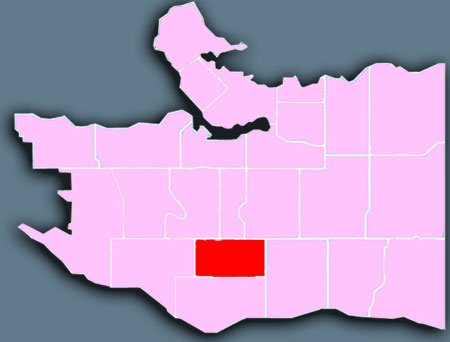
渥列治於溫哥華市內的位置

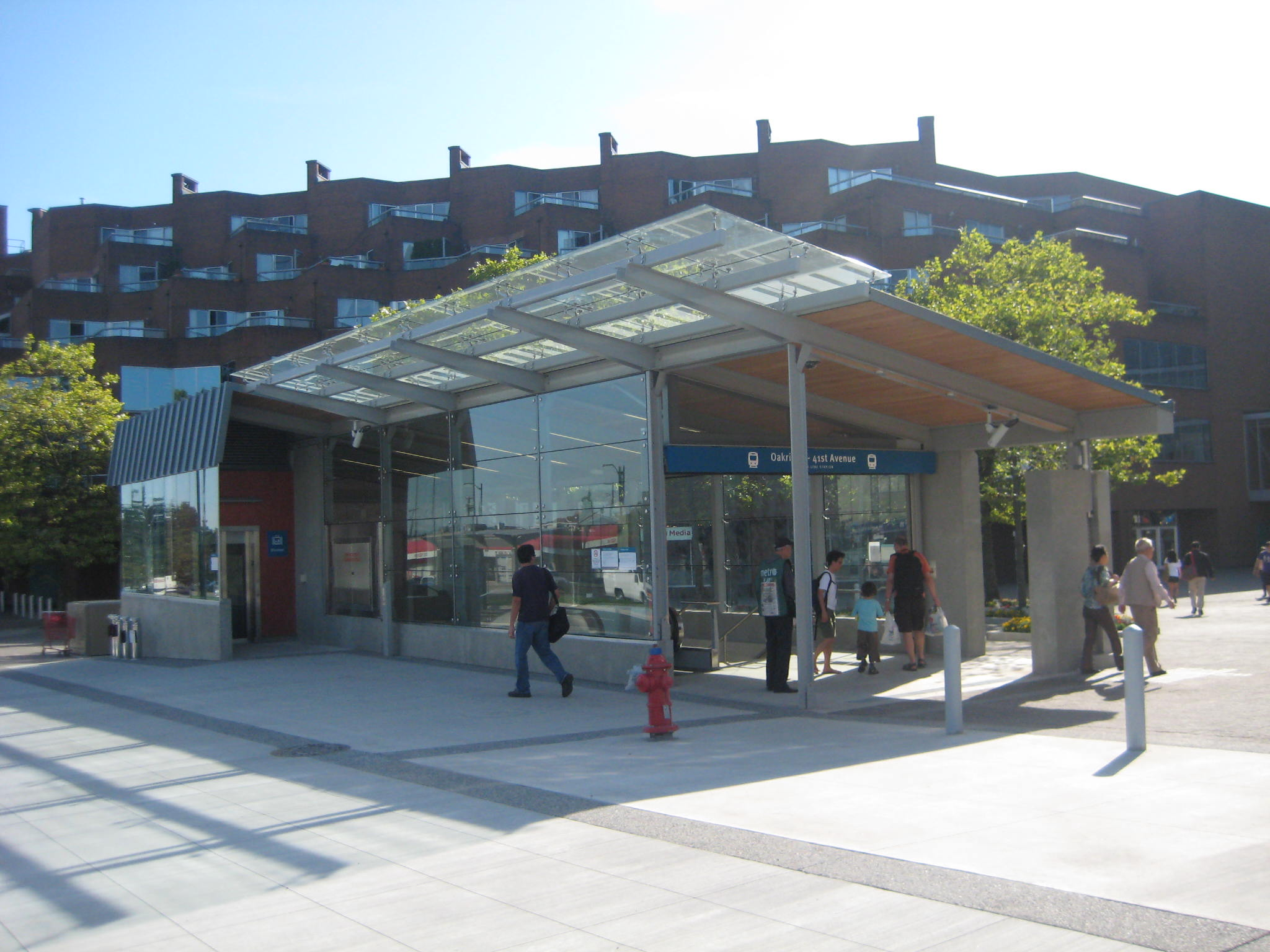
架空列車加拿大線渥列治－41街站，背後為渥列治中心商場

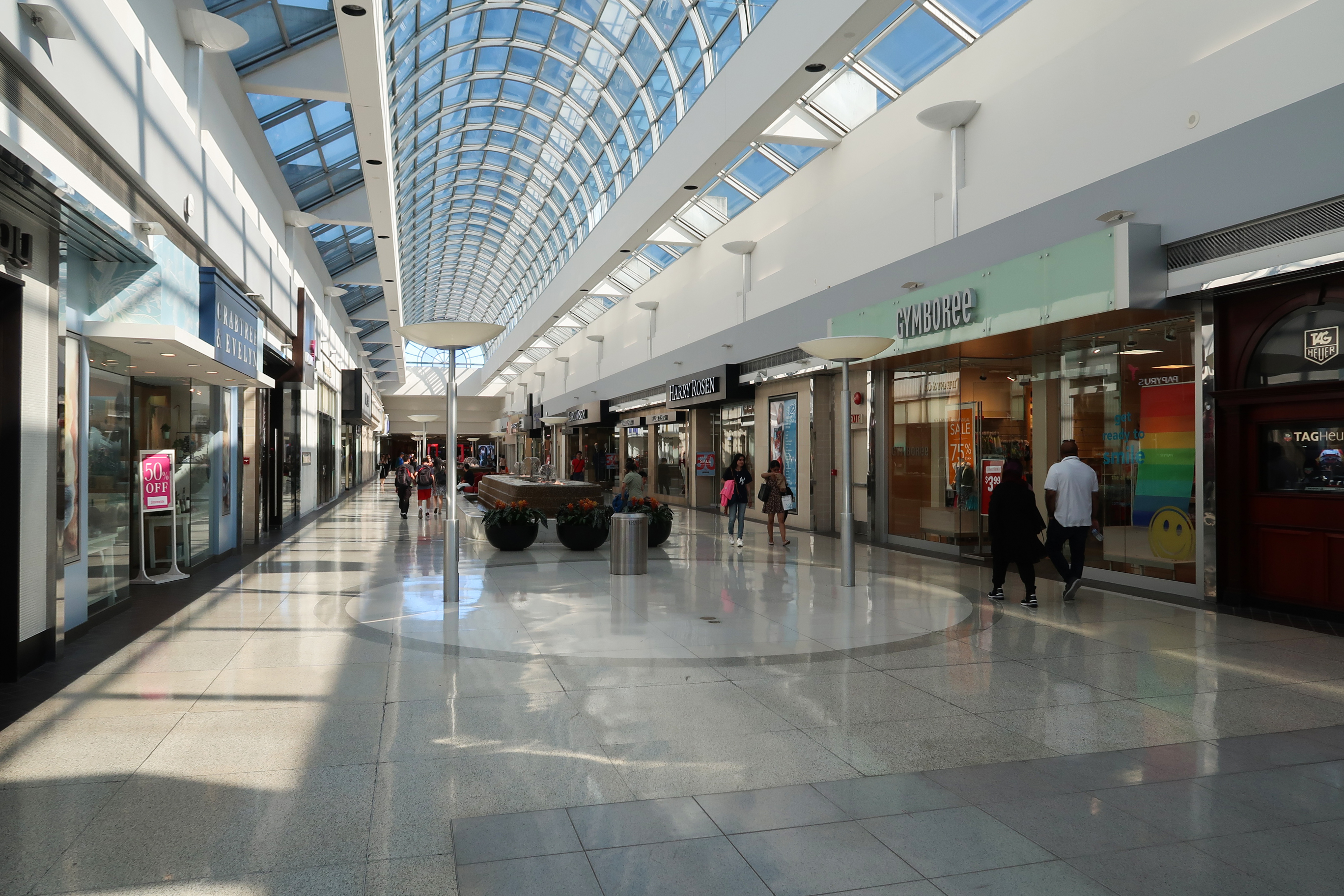
渥列治中心商場

渥列治，又作屋列治、渥烈治，是加拿大卑詩省溫哥華市一個社區，北臨西41街，南面以西57街與馬寶區為鄰，東西則分別以緬街和加蘭護街為界，總面積為401公頃；橡樹街和甘比街則為區内另外兩條主要南北向道路。渥列治是一個以獨立屋為主的住宅區，區内設施則包括渥列治中心商場和蘭加拉學院。架空列車加拿大線於2009年開通，並於渥列治區設有兩個車站，分別為渥列治－41街站和蘭加拉－49街站。

## 歷史
渥列治所在的地段原為政府贈予加拿大太平洋鐵路的土地，作為興建鐵路連接加拿大東西兩端的回報。CPR於1926年在西49街和西57街之間建立一個哥爾夫球場（即現時的蘭加拉哥爾夫球場），但除此之外該塊地段到1950年代初還大致保留其自然風貌，其後才被CPR發展作住宅和商業用途，令渥列治成為溫哥華市内最遲發展的社區之一。第二次世界大戰後該帶成為溫哥華市内猶太居民的主要聚居點之一，並於西41街夾渥街之處建立猶太社區中心。

## 人口統計
2001年渥列治有11,795名居民，較1996年上升3.7%。19歲以下的居民佔區内居民總數20.9%，20至39歲居民佔24.5%，40至64歲居民佔34.1%，而65歲或以上的居民則佔20.4%。區内居民有50.5%以漢語（未指定何種漢語分支）為母語，是眾語言之首，其次為英語（33.3%）。區内平均家庭入息為$72,204，而30.3%居民為低收入戶。

## 外部連結
- （英文）Oakridge | City of Vancouver （页面存档备份，存于）－溫哥華市政府網站 渥列治社區頁面

49°13′30″N 123°7′0″W / 49.22500°N 123.11667°W